# Râul Valea Câmpului, Perișani
Râul Valea Câmpului este un curs de apă, afluent al râului Perișani. 

## Hărți
- Harta Munții Cozia [nefuncțională – arhivă]